# خوان برافو موريللو
خوان برافو موريلو (بالإسبانية: Juan Bravo Murillo)‏ هو اقتصادي ومحامي وسياسي إسباني، ولد في 24 يونيو 1803 في فريجينال دي لا سايرا في إسبانيا، وتوفي في 11 فبراير 1873 في مدريد في إسبانيا. حزبياً، نشط في حزب الوسط. وقد انتخب عضو مجلس الشيوخ الإسباني ‏ وانتخب وزير وانتخب عضو مجلس النواب الإسباني ‏.